# Monopoli natural
Un monopoli natural és un cas particular dels monopolis en el qual una empresa pot produir tota la producció del mercat amb un cost menor que si hagués diverses empreses competint.
Això normalment passa en mercats on les firmes han de realitzar una altíssima inversió inicial per ingressar (economies d'escala). Els incentius per tal que altres firmes ingressin són nuls i, per altra banda, també seria ineficient, és a dir, resulta més eficient que només hi hagi una empresa en el sector, ja que els costos mitjans tendeixen a 0 segons augmentem la quantitat, fent el negoci més rendible i ajudant al monopolista a baixar el preu.
Si bé tenen també captius als seus consumidors tenir un monopoli natural, a diferència d'un clàssic, és socialment eficient. Un exemple d'això és la distribució d'aigua potable a les ciutats.
Durant anys el concepte de monopoli natural ha vingut en desús, ja que fa quasi un segle es considerava com a tals al servei de distribució d'energia elèctrica com a la telefonia fixa, sectors que avui en dia es troben sota un esquema de mercat.
També la distribució d'aigua potable avui en dia també es dona sota un esquema de competència com en el cas de Regne Unit on les empreses que brinden aquest servei atorguen altres serveis als usuaris.
Tanmateix, el monopoli natural es manté en les parts d'aquest tipus de subministraments que no és convenient econòmicament multiplicar. Per exemple, en el cas de l'energia elèctrica o telefonia fixa existeixen diverses empreses que presten els serveis a diferents preus, però una sola empresa que manté la xarxa de transport o comunicació i cobra un preu per al seu ús a les empreses distribuïdores.